# Polytechnische Universität Tirana
Die Polytechnische Universität Tirana (albanisch: Universiteti Politeknik i Tiranes) ist eine technische Universität in Tirana, Albanien. Die Universität geht auf das 1951 gegründete Polytechnische Institut Tirana zurück, welches 1957 Teil der Universität Tirana wurde. 1991 wurde diese Einrichtung wieder selbständig und bildet eine eigenständige, staatliche TU.